# トリトニア
トリトニア（学：Tritonia）はアヤメ科に含まれる植物の一つ。または、トリトニア属に含まれる植物の総称。

## 特徴
漏斗型の花を咲かせる半耐寒性の球根で、球根の直径は比較的小さめ。原産地は南アフリカのケープ地方周辺で、花色は橙色が多いが、黄色などもある。花茎の高さは30～50㎝ほどまで伸び、花の付き方はグラジオラス属の植物に、形状はイキシア属の植物に似る。最も多く栽培される種は、クロカータ種（T. crocata）で、その他にはヒアリーナ種（T. hyalina）などがある。5月2日、6月2日、6月5日の誕生花で、花言葉には「私の愛は海のごとく」、「そんなに熱くならないで」、「熱烈だが心配」「貴方を思って胸が痛む」などがある。

## 名称について
本属Tritoniaの名称の由来は「風見鶏」を意味するtritonからきている。これは、風に揺られて雄蕊が様々な方向を向いて揺れることから名づけられた。

## 栽培方法
球根は10～11月頃に植え付けを行う。この際、水はけが良く、降霜の無い場所を選ぶ。該当する場所がない場合は、軒下や室内など、降霜の無い場所で管理する。霜に当たると最悪枯死してしまうので注意する。植え替えは地植えの場合は株が混みあってきたら植え替える。プランターの場合は毎年球根を休眠期に掘り出すとよい。6月頃から休眠期に入るので、灌水や施肥は控えめに行うか、もしくは掘り上げて湿気の少ない場所で乾燥させておく。灌水の際は、葉に水がかからないように注意する。

## 下位分類
本節では栽培される種を抜粋し掲載する。
- トリトニア・クロカータ（Tritonia crocata）

最も栽培される種で、花の付き方はグラジオラスやフリージアに、形状はイキシアに似る。全体の雰囲気は、スパラキシスに似る。花色は赤や桃色などがある。
- トリトニア・パリダ（Tritonia pallida）

白い花をつける品種である。
- トリトニア・ラキシフォリア（Tritonia laxifolia）

クロカータ種に似るが、花色は少し淡いオレンジ色になる。トリトニア属の中でも極めて剛健な性質を持ち、非常に増えやすい。